# قره‌کول (شهرستان اونگودایسکی، جمهوری آلتای)
قره‌کول (به لاتین: Karakol) یک منطقهٔ مسکونی در روسیه است که در جمهوری آلتای واقع شده‌است.